# 作百合
作百合（學名：Lilium auratum var. platyphyllum）是山百合的一个变种，也叫寬葉天香百合。作百合在日语中的意思是栽培的百合，与山百合相对应；也叫八丈百合，得名于八丈岛。作百合与山百合的区别主要是叶片较宽，花被斑点不显著或没有斑点。作百合是开花最大的百合，也是东方百合最重要的亲本之一。香水百合‘卡萨布兰卡’就是由作百合杂交而得。